# Lundesten (Bornholm)

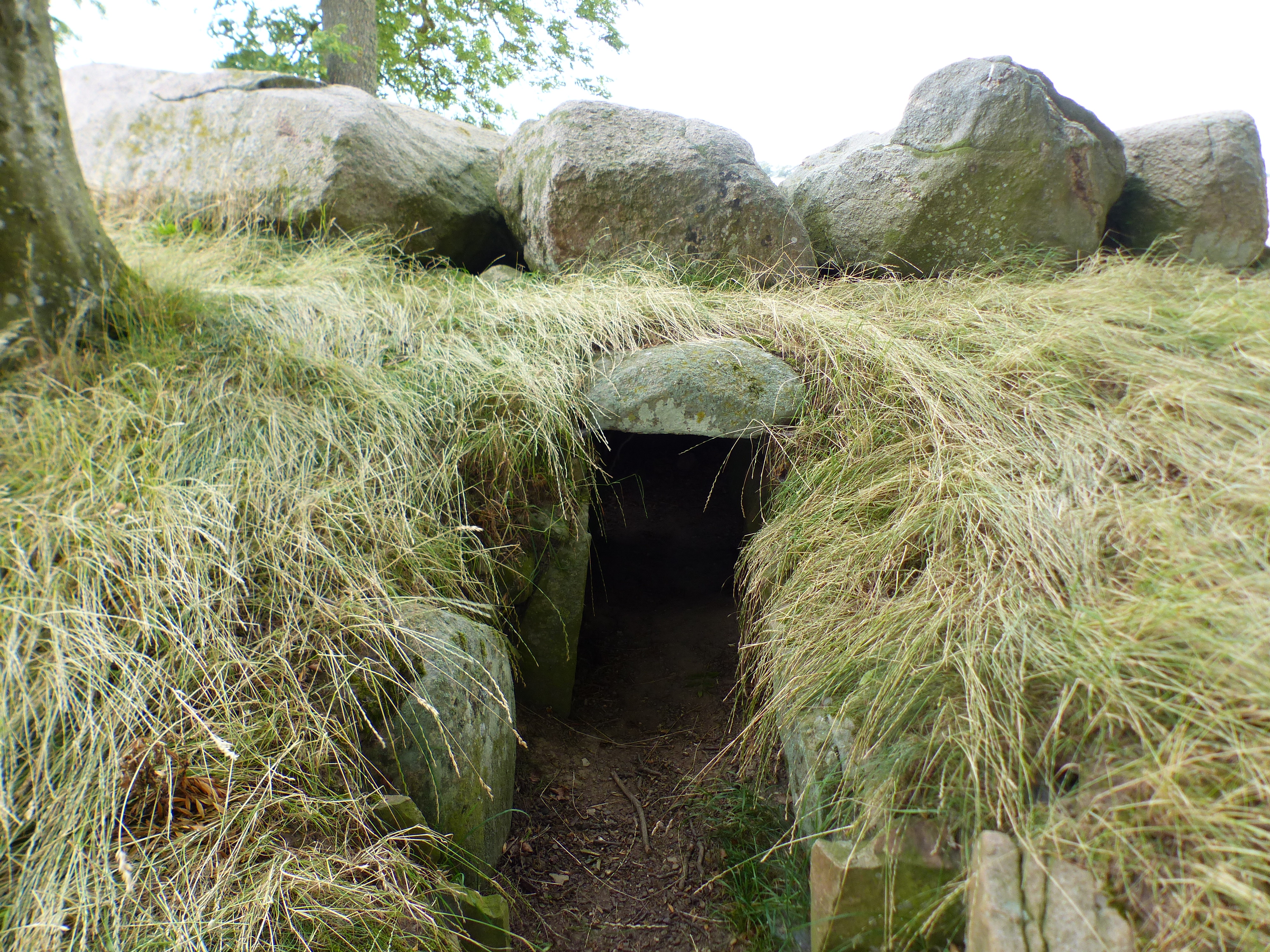
Ganggrab Lundesten

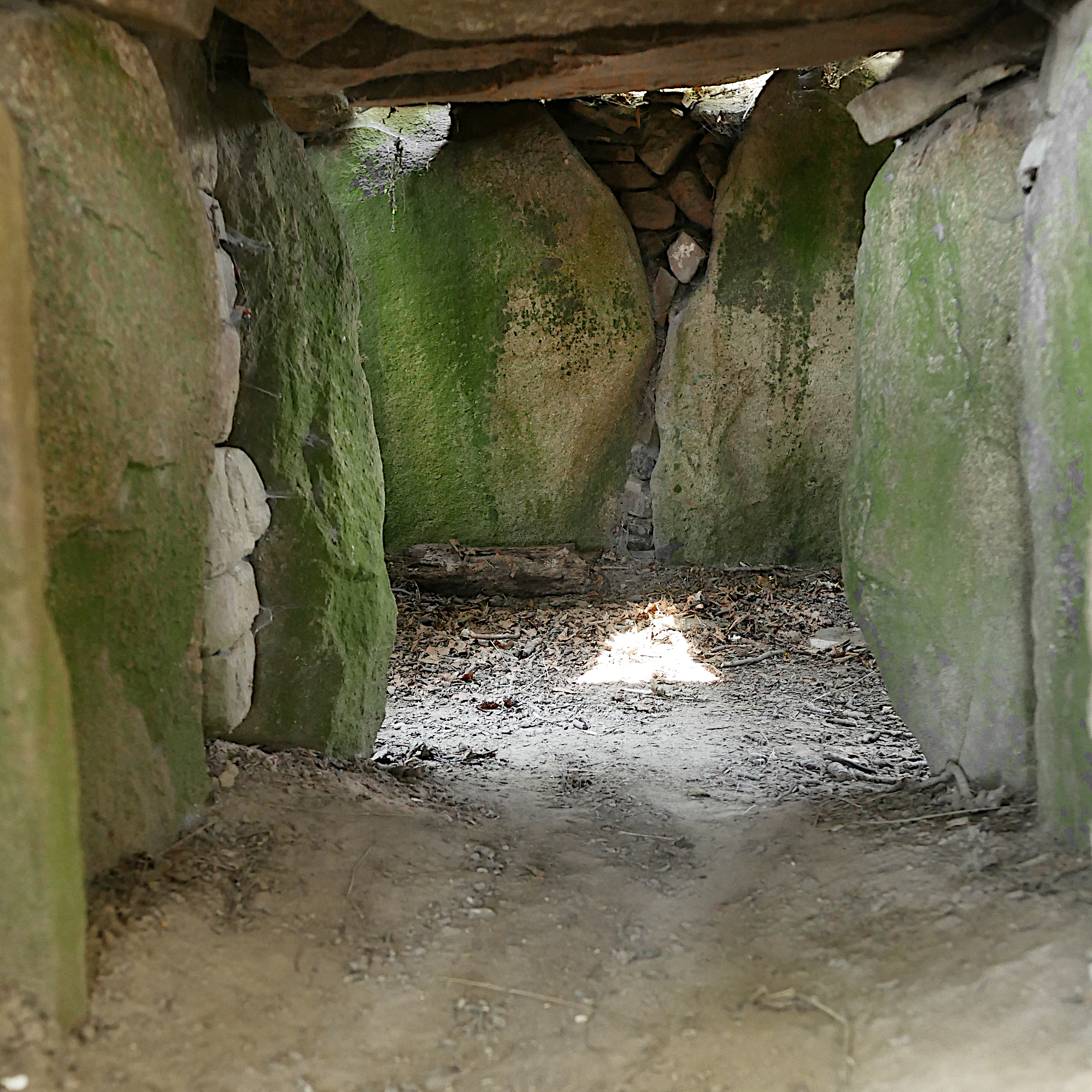
Ganggrab Lundesten, Inneres des Ganggrabs

Lundesten, (auch Tornegård genannt) etwa einen Kilometer östlich von Nylars, ist eines von 14 Ganggräbern auf der dänischen Insel Bornholm und das größte und besterhaltene. Die Anlagen entstand zwischen 3500 und 2800 v. Chr. als Großsteingräber der Trichterbecherkultur (TBK). Das Ganggrab ist eine Bauform jungsteinzeitlicher Megalithanlagen, die aus einer Kammer und einem baulich abgesetzten, lateralen Gang besteht. Diese Form ist primär in Dänemark, Deutschland und Skandinavien, sowie vereinzelt in Frankreich und den Niederlanden zu finden. 

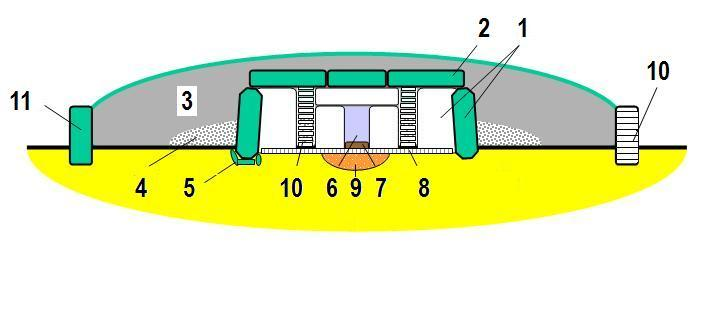
Schema Ganggrab 1=Tragstein, 2= Deckstein,
3=Erdhügel, 4=Dichtung, 5=Verkeilsteine, 6=Zugang,
7= Schwellenstein. 8=Bodenplatten, 9=Unterbodendepots, 10=Zwischenmauerwerk 11=Randsteine

Neolithische Monumente sind Ausdruck der Kultur und Ideologie neolithischer Gesellschaften. Ihre Entstehung und Funktion gelten als Kennzeichen der sozialen Entwicklung.

## Beschreibung
Die schwach trapezoide Kammer besteht aus 14 Trag- und vier Decksteinen. Vom Gang sind acht (vermutlich alle) Tragsteine ein Deckstein und ein Verschlussanschlag erhalten. Lundesten steht seit 1884 unter Denkmalschutz und wurde 1939 restauriert. Bei dieser Gelegenheit fand man an der Nordseite der Kammer zwei Tongefäße, von denen das eine schön dekoriert war. Auf dem Boden der Kammer wurden inmitten der Skelettreste über 100 meist bruchstückhafte Bernsteinperlen in der Form von Äxten und Keulen sowie fünf Schaftzungenpfeile und 24 Messer und Keile aus Feuerstein gefunden. Die Erbauer der Anlage waren Angehörige der Trichterbecherkultur, die Funde konnten in die letzte Phase, also etwa 3000 bis 2800 v. Chr., datiert werden.
Da frühere Bestattungen ausgeräumt worden sein sollen, fand man Grabbeigaben auch am Eingang zum Lundesten. Einzelne dieser Scherben konnten in die Dolchzeit, die von 2400 bis 1700 v. Chr. dauerte, datiert werden. Auf allen Decksteinen und auf der Innenseite des Tragsteins am Westende der Kammer fand man Schälchen. In Bornholms kulturhistorischem Museum sind die Tongefäße des Ganggrabes ausgestellt.
Lundesten ist auch der Name eines großen Findlings auf Lolland.